# Заводское сельское поселение (Томская область)
Заводское се́льское поселе́ние — муниципальное образование в Парабельском районе Томской области Российской Федерации.
Административный центр — посёлок Заводской.

## История
Статус и границы сельского поселения установлены Законом Томской области от 15 октября 2004 года № 225-ОЗ О наделении статусом муниципального района, сельского поселения и установлении границ муниципальных образований на территории Парабельского района.

## Население
| 2010  | 2012  | 2013  | 2014  | 2015  | 2016  | 2017  |
| ----- | ----- | ----- | ----- | ----- | ----- | ----- |
| 1146  | ↘1142 | ↘1140 | ↘1135 | ↘1113 | ↗1114 | ↘1112 |
| 2018  | 2019  | 2020  | 2021  |       |       |       |
| ↘1084 | ↘1054 | ↘1045 | ↘949  |       |       |       |

## Состав сельского поселения
| № | Населённый пункт | Тип населённого пункта          | Население |
| - | ---------------- | ------------------------------- | --------- |
| 1 | Белка            | посёлок                         | ↘7        |
| 2 | Высокий Яр       | село                            | ↘73       |
| 3 | Заводской        | посёлок, административный центр | ↗367      |
| 4 | Нельмач          | село                            | ↘233      |
| 5 | Прокоп           | деревня                         | ↘259      |
| 6 | Сенькино         | деревня                         | ↘0        |
| 7 | Чановка          | деревня                         | →10       |